# Nesitoudjatakhet
Nesitoudjatakhet est l'épouse du grand prêtre d'Amon Sheshonq, fils du roi Osorkon Ier (autrefois confondu avec le roi Sheshonq II). Elle est la mère du prêtre Osorkon. Nesitoudjatakhet et son fils Osorkon sont mentionnés dans le papyrus Denon à Saint-Pétersbourg,.